# わが心に歌えば
わが心に歌えば(With a Song in My Heart)は、1963年に発表されたスティーヴィー・ワンダーのアルバム。3枚目のオリジナル・アルバム。

## 収録曲
1. わが心に歌えば - With a Song in My Heart (3:13)
2. 星に願いを - When You Wish Upon a Star (3:00)
3. スマイル - Smile (3:21)
4. メイク・サムワン・ハッピー - Make Someone Happy (5:05)
5. ドリーム - Dream (2:41)
6. 悲しむのはよそう - Put on a Happy Face (2:37)
7. サニー・サイド・オブ・ザ・ストリート - On the Sunny Side of the Street (3:59)
8. ゲット・ハッピー - Get Happy (2:12)
9. ギヴ・ユア・ハート・ア・チャンス - Give Your Heart a Chance (2:17)
10. 歌なしで - Without a Song (4:15)